# Polígono regular
Um polígono diz-se regular se tiver todos os seus lados iguais (equilátero) e todos os seus ângulos iguais (equiângulo), sejam eles internos ou externos. Todo polígono regular pode ser inscrito em uma circunferência.

Triângulo equilátero
Quadrado
Pentágono regular
Hexágono regular
Heptágono regular
Octógono regular
Eneágono regular
Decágono regular

## Formulário
Para um polígono regular de {\displaystyle n} lados, e medida de lado {\displaystyle l}:

#### Soma dos Ângulos Internos (Si)
A soma dos ângulos internos de um polígono  regular pode ser calculada dividindo-se a figura com segmentos que ligam um vértice definido a cada um dos outros. O polígono será dividido em {\displaystyle n-2} triângulos, cada um com ângulo interno de 180° ou π radianos. Somando, encontra-se {\displaystyle S_{i}}
A soma das amplitudes dos ângulos internos de um polígono de n lados é igual a 180ºx(n-2)
{\displaystyle S_{i}={(n-2).180^{\circ }}}
ou, em radianos,
{\displaystyle S_{i}={(n-2)\pi }}

### Ângulos Internos
Um ângulo interno é aquele formado entre dois lados consecutivos. Em um polígono regular, sendo todos os ângulos congruentes, pode ser obtido dividindo-se a soma dos ângulos internos pelo número de lados.
A amplitude de um ângulo interno de um polígono regular de {\displaystyle n} lados é:
{\displaystyle A_{i}=180-360n^{-1}}

### Ângulos Externos
São os suplementos dos ângulos internos:
{\displaystyle A_{e}=180^{\circ }-A_{i}={360^{\circ } \over n}}
ou, em radianos:
{\displaystyle A_{e}={2\pi  \over n}}
Note-se que a soma dos ângulos externos em qualquer polígono regular é sempre 360º.
A soma das amplitudes dos ângulos externos de qualquer polígono convexo (em que só pode traçar ligas por dentro do polígono) é igual a 360º.

### Raio
Distância do vértice do polígono até o seu centro. Também é o raio de uma circunferência circunscrita ao polígono.
{\displaystyle r={l \over 2.\cos(A_{i}/2)}}
{\displaystyle r={l \over 2.\operatorname {sen}(\pi /n)}={l \over 2.\operatorname {sen}(180^{\circ }/n)}}

### Apótema (a)
Distancia do ponto médio do segmento do polígono circunscrito até o centro da circunferência. (formando 90°)
Distância perpendicular de um dos lados do polígono até o seu centro. Também é o raio de uma circunferência inscrita no polígono.
{\displaystyle a={\sqrt {r^{2}-l^{2}/4}}}
ou
{\displaystyle a={r.\operatorname {sen}(A_{i}/2)}\,\;}
ou
{\displaystyle a={r.\cos(\pi /n)}={r.\cos(180^{\circ }/n)}}
ou
{\displaystyle a={l.\tan(A_{i}/2) \over 2}}
ou
{\displaystyle a={l \over 2.\tan(\pi /n)}={l \over 2.\tan(180^{\circ }/n)}}

### Altura (h)
Em um polígono com número par de lados, é a distância perpendicular entre 2 lados opostos. Já em um polígono com número ímpar de lados, é a distância perpendicular entre um lado e seu vértice oposto.
- Se n é par:

{\displaystyle h={2.a}\,\;}
- Se n é ímpar:

{\displaystyle h={r+a}\,\;}
No triângulo equilátero inscrito numa circunferência, no entanto, pode-se afirmar que:
{\displaystyle h={3.a}\,\;}

### Diagonais
Distância entre 2 vértices não-consecutivos do polígono (ou seja, as fórmulas referentes a diagonais não se aplicam a triângulos).

#### Diagonal principal (dp)
Distância entre 2 vértices opostos do polígono. Só existe caso o polígono tenha um número par de lados.
- Se n é par:

{\displaystyle d_{p}={2.r}\,\;}

#### Maior diagonal (d>)
Maior distância entre 2 vértices do polígono. Em um polígono com número par de lados é a diagonal principal.
- Se n é ímpar e maior que 3:

{\displaystyle d_{>}={h \over \operatorname {sen}[{\frac {A_{i}.(n-1)}{2.(n-2)}}]}}

#### Menor diagonal (d<)
Menor distância entre 2 vértices do polígono.
- Para n maior que 3:

{\displaystyle d_{<}={l.\operatorname {sen}(A_{i}) \over \operatorname {sen}[{\frac {A_{i}}{(n-2)}}]}}

#### Número de diagonais (Nd)
{\displaystyle Nd={n.(n-3) \over 2}}

#### Número de diagonais de um único vértice
O número de diagonais que se pode obter de um vértice é
{\displaystyle N_{d}=({n-3})}

### Perímetro (2p)
Soma da medida dos lados.
{\displaystyle 2P={n.l}\,\;}

### Semiperímetro (p)
Semiperímetro é a medida da metade do perímetro de uma figura geométrica
{\displaystyle p={n.l \over 2}}

### Área (A)
Superfície ocupada pelo polígono.
{\displaystyle A={\frac {n.l^{2}}{4.\tan(\pi /n)}}={\frac {n.l^{2}}{4.\tan(180^{\circ }/n)}}}
ou
{\displaystyle A={n.l.a \over 2}}
{\displaystyle A=p.a}

### Circunferência circunscrita
Circunferência que tangencia todos os vértices do polígono, ficando externa a ele.

#### Comprimento (Lcirc)
{\displaystyle L_{circ}={2.\pi .r}\,\;}
ou
{\displaystyle L_{circ}={\pi .l \over \operatorname {sen}(\pi /n)}={\pi .l \over \operatorname {sen}(180^{\circ }/n)}}

#### Área (Acirc)
{\displaystyle A_{circ}={\pi .r^{2}}\,\;}
ou
{\displaystyle A_{circ}={\pi .l^{2} \over 4.\operatorname {sen} ^{2}(\pi /n)}={\pi .l^{2} \over 4.\operatorname {sen} ^{2}(180^{\circ }/n)}}

### Circunferência Inscrita
Circunferência que tangencia todas as arestas do polígono, ficando interna a ele.

#### Comprimento (Lins)
{\displaystyle L_{ins}={2.\pi .a}\,\;}
ou
{\displaystyle L_{ins}={\pi .l \over \tan(\pi /n)}={\pi .l \over \tan(180^{\circ }/n)}}

#### Área (Ains)
{\displaystyle A_{ins}={\pi .a^{2}}\,\;}
ou
{\displaystyle A_{ins}={\pi .l^{2} \over 4.\tan ^{2}(\pi /n)}={\pi .l^{2} \over 4.\tan ^{2}(180^{\circ }/n)}}
A diferença entre as áreas das circunferências circunscrita e inscrita pode ser expressa por:
{\displaystyle \Delta A_{\circ }=A_{circ}-A_{ins}={\pi .l^{2} \over 4}}